# Modicogryllus brincki
Modicogryllus brincki är en insektsart som först beskrevs av Lucien Chopard 1955.  Modicogryllus brincki ingår i släktet Modicogryllus och familjen syrsor. Inga underarter finns listade i Catalogue of Life.